# Guy Bonnet
Pour les articles homonymes, voir Bonnet.
Guy Bonnet est un auteur-compositeur-interprète, pianiste et directeur de production français né à Avignon (Vaucluse) le 12 mai 1942 et mort dans la même ville le 8 janvier 2024.
Il a représenté deux fois la France comme candidat au Concours Eurovision de la chanson : en 1970 avec le titre Marie-Blanche et en 1983 avec Vivre. Il a également coécrit et composé la chanson La Source pour Isabelle Aubret, représentante de la France à l'Eurovision 1968.
Guy Bonnet a écrit et composé des chansons pour de nombreux artistes dont Mireille Mathieu, Sylvie Vartan, Michelle Torr, Nicole Rieu, Caterina Valente, Marie Laforêt, Franck Fernandel, Dany et Massilia Sound System.
Il est aussi auteur, compositeur et interprète de chansons en provençal, langue dans laquelle il a publié quatorze albums, autant de chansons originales que d'adaptations (Lettres de mon moulin d'Alphonse Daudet, Charles Trenet, Jacques Brel, Charles Aznavour, Raymond Lévesque...).
Il a parfois utilisé le pseudonyme de Frank Bonnetti, principalement pour ses musiques de films.

## Biographie

### Carrière

#### Concours Eurovision de la chanson
Guy Bonnet a coécrit le texte, avec Henri Dijan, et composé, avec Daniel Faure, la musique de la chanson La Source, interprétée par Isabelle Aubret au Concours Eurovision de la chanson 1968 à Londres. La chanson s'est classée 3e après l'Espagne et le Royaume-Uni.
En janvier-février 1970, dans l'émission Télé Dimanche[réf. nécessaire] présentée par Dany Danielle et Sylvain Deschamps sur la Première chaîne de l'ORTF, il fait partie  des sept candidats (six artistes en solo et un duo parmi lesquels Noëlle Cordier, Alain Barrière, Julie Bergen, Christine Legrand) pour représenter la France au Concours Eurovision de la chanson 1970, concourant avec le titre Marie-Blanche qu'il a composé sur un texte de Pierre-André Dousset. Après avoir été choisi face à Patricia puis Henri Tachan, il remporte le 21 février 1970, la finale de la sélection française face au duo Isabelle Aubret - Daniel Beretta et leur chanson Olivier, Olivia, en étant sélectionné par un jury composé de membres du public. Le 21 mars 1970, au Concours Eurovision à Amsterdam, il interprète donc Marie-Blanche, avec Franck Pourcel comme chef d'orchestre. Au terme du concours, il s'est classé 4e sur les 12 pays, ex aequo avec le chanteur suisse Henri Dès avec le titre Retour et le représentant de l'Espagne Julio Iglesias et sa chanson Gwendolyne.
Pour le Concours Eurovision de la chanson 1971, Guy Bonnet fait partie des artistes qui se proposent de représenter la France. Il souhaite y interpréter Viens mais il n'est pas retenu. Serge Lama est choisi avec la chanson Un jardin sur la Terre tandis que la chanteuse française Séverine est la représentante de Monaco avec Un banc, un arbre, une rue (qui sera la gagnante de l'Eurovision 1971).
Le 20 mars 1983 au théâtre de l'Empire, il gagne la sélection française pour le Concours Eurovision de la chanson 1983. Lors de cette émission présentée par Jean-Pierre Foucault et Marie Myriam sur Antenne 2, il est choisi, parmi 14 candidats, grâce à un sondage Sofres auprès d'un panel du public, pour représenter la France avec le titre Vivre dont il a composé la musique sur des paroles de Fulbert Cant. Il arrive en tête devant La Compagnie créole et la chanson Vive le Douanier Rousseau (classée 2e) et d'autres artistes tels que Isabelle Aubret, Anne-Marie Gancel, Jean-Paul Cara ou encore Joël Prévost notamment. Le 23 avril 1983 au Concours Eurovision à Munich, il passe en premier sur la scène (ce qui n'était plus arrivé à un représentant de la France depuis Jean Philippe, en 1959), accompagné de quatre choristes et sous la direction de François Rauber. Il décroche la 8e place sur les 20 pays tandis que le Luxembourg représenté par la Française Corinne Hermès et la chanson Si la vie est cadeau remporte cette édition.
Après Isabelle Aubret (gagnante de l'Eurovision 1962 et classée 3e en 1968), Guy Bonnet est le deuxième artiste ayant représenté deux fois la France au Concours Eurovision comme chanteur.

#### Compositions et albums
Durant sa carrière, Guy Bonnet a écrit et composé des chansons pour de nombreux artistes de renom de la variété française ainsi que des chansons pour les enfants.
Il a créé des génériques d'émissions de radio et de télévision[Lesquels ?].
Il a composé des bandes originales (parfois sous le pseudonyme Frank Bonetti) de films érotiques dans les années 1970 et 1980, de la série télévisée Le Manège de Port-Barcarès en 1972 ainsi que du documentaire Dalí en Avignon en 1978 et de la comédie La Colo en 1992, tous deux réalisés par Robert Renzulli. 
C'est en tant qu'auteur, compositeur et interprète qu'il enregistre, en provençal, la plus grande partie de ses albums qui ont connu un grand succès régional notamment en 1977 lors de la sortie de son premier album : Moun Miejour, préfacé par Marie Mauron, dans lequel se trouve la chanson engagée La Coumplancho di Pauri Pastre.
Il a également interprété Un parèu de bano, Li viei vilage, Fau te boulega, Vai en pas. Ses chansons, écrites et chantées en provençal, restent fidèles à la langue et à la terre, et en cohérence avec la devise « Qui tient la langue, tient la clef ».
En 1980, il a écrit une pastorale moderne : La Pastorale des enfants de Provence, dont il interprète une deuxième version en 1996.
En 2014, il reçoit la médaille d'argent de Florian.
En 2017, l'auteur-compositrice-interprète britannique Jorja Smith chante le titre Blue Lights qui est inspiré de la chanson Elle et moi de Guy Bonnet sortie en 1981[réf. nécessaire].

### Mort
Guy Bonnet meurt dans la nuit du 7 au 8 janvier 2024 à Avignon à l'âge de 81 ans,,.

## Discographie

### Disques 45 tr
- 1970 : Marie-Blanche (Eurovision 1970) / L'enfant et le vieux marin
- 1983 : Vivre (Eurovision 1983).

### Disques vinyles 33 tr
- 1976 : Moun Miejour (Mon Midi)
- 1979 : Guy Bonnet 79
- 1980 : La pastorale des enfants de Provence (version 1)
- 1981 : Lou desmama (Le sevré)
- 1985 : Avignon-Avignoun.

### Disques CD
- 1991 : Les lettres de mon moulin en chansons
- 1995 : Cante - Chante Trenet en langue d'Oc
- 1996 : La pastorale des enfants de Provence (version 2)
- 1996 : Pancaro mort - Pas encore mort (compilation)
- 1999 : Fidèu - Fidèle (double CD)
- 1999 : Reine (single)
- 2001 : Me dison Prouvènço - Mon nom est Provence (single)
- 2002 : Au fil du temps (vol 1)
- 2004 : Noël en Provence
- 2005 : Les comptines du petit provençal (livre CD, version 1)
- 2005 : Au fil du temps (vol 2)
- 2006 : De Bruno à Théo
- 2009 : Les chants d'amour de Mirèio
- 2011 : Si Daudet m'était chanté (livre CD)
- 2014 : Les Comptines du petit provençal (livre CD, version complète)
- 2014 : En simples troubadours (CD. Guy Bonnet & Éric Breton. Duo piano/voix).

## Bandes originales

### Longs métrages
- 1972 : Pervertissima
- 1973 : Les Chiennes
- 1973 : Les Confidences érotiques d'un lit trop accueillant
- 1974 : L'Appel
- 1974 : Les Petites Saintes y touchent
- 1976 : Les Week-ends maléfiques du Comte Zaroff
- 1976 : Les Nuits chaudes de Justine
- 1976 : Vicieuse Amandine (non crédité)
- 1977 : Cathy, fille soumise
- 1978 : Excitation au soleil
- 1978 : Vacances organisées pour filles en chaleur (non crédité)
- 1979 : Mais toi, tu es chaude
- 1984 : On prend la pilule et on s'éclate (en tant que Frank Bonnetti)
- 1986 : L'été les petites culottes s'envolent
- 1987 : La Mala-Astrada/La Malo-Astrado
- 1987: Les filles du château (en tant que Frank Bonnetti)
- 1992 : La Colo de Robert Renzulli

### Court-métrage
- 1978 : Dalí en Avignon, documentaire de Robert Renzulli : compositeur (en tant que Frank Bonnetti)

### Série télévisée
- 1972 : Le Manège de Port-Barcarès réalisée par Pierre Cosson (10 épisodes)